# 옴 (질병)

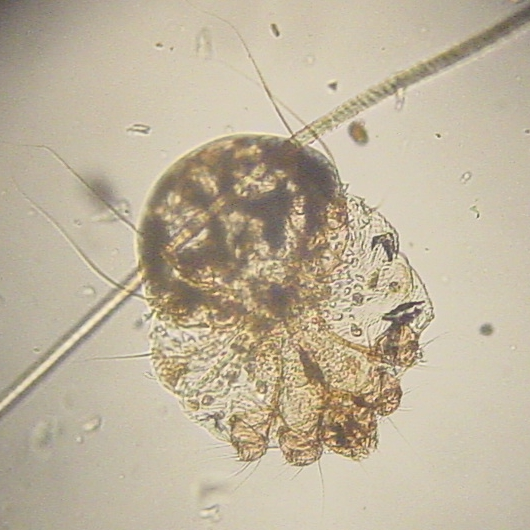
옴진드기

옴(scabies)은 무단신경문, 옴진드기과의 진드기, 옴벌레(학명 :Sarcoptes scabiei var. hominis)의 기생에 의한 피부 감염을 말한다. 한자로 개선(疥癬)이라고 일컫는다.

## 개요
옴의 발생은 연령, 성별, 청결상태와 관계없이 직접적인 피부 접촉에 의해 발생한다. 성충 암컷은 불결한 채취에 자극되어 사람의 피부에 달라붙어 피부 상피층을 뚫고 매일 2~3개의 알을 낳고 그 알은 10일 정도 후에 성충이 되며 수명은 1~2개월이다.
옴 진드기 수컷과 교미를 끝마친 암컷 성충은 피부의 각질층의 내부에 협각으로 개선 터널로 불리는 터널을 파 기생한다. 개선 터널 내의 암컷은 약 2개월 사이에 하루 0.5-5 mm의 속도로 터널을 파 진행하면서, 하루에 2~3개, 총 120개 이상의 알을 낳는다. 유충은 부화하면 터널을 나오고 모낭에 기어들어 기생하며, 약충을 거쳐 약 14일 만에 성충이 된다. 수컷 성충이나 미교미의 암컷 성충은 터널은 파지 않고, 단지 각질에 기어들어가 기생을 한다.
교미 직후 암컷 성충이 미감염 인체에 감염되면 약 1 개월 후에 발병한다. 피부에 피부 여드름이 보이고, 자각 증상으로 강한 피부 가려움증이 생긴다. 피부 여드름은 복부와 팔, 다리 부분에 산재하는 빨간 작은 발진, 손발의 끝 부분에 많은 개선 터널을 따라 선상 피부 여드름과 또한 상대적으로 약하지만 외음부를 중심으로 한 팥 크기의 결절의 3 종류 볼 수 있다.
가려운 곳을 긁게 되면, 신체 다른 부위로 빠르게 번지며, 감염자의 손톱 밑에 많은 수의 진드기가 있을 수 있다. 분당 2.5cm로 이동하며, 2.5분 ~ 45분 내에 피부를 뚫을 수 있다.

## 증상
습진, 아토피 피부염, 접촉성 피부염, 벌레물림, 담마진, 농가진과 증상이 유사하여 오진하기도 한다.
잠복기에 피부에 가려움증이 천천히 나타나며 잠복기에 빠르면 10일 정도에 침입하여 증상이 나타나지만, 보통은 4~6주 정도에 증상이 나타난다. 야간에 가려움증이 심하며 긁게 되면 출혈과 가피가 형성되고 2차 감염을 일으키기도 한다.
옴은 자연스럽게 주름이 지는 골이 진 곳을 본능적으로 좋아하고 사람이 느끼는 반응이 가장 적은 곳을 공격하는 경향이 있어 손과 특히 손가락과 손가락 사이, 손목, 팔꿈치 등이 가장 쉽게 공격당하기 쉬운 곳이다. 손, 손가락 사이, 손목, 겨드랑이, 무릎앞면, 발의 바깥 면에서 몸통, 다리, 음경, 음낭, 유두로 번져나간다.
감염된 손으로 긁다 보면 손톱 밑에 감염된 진드기에 의해 온몸으로 번지는 원인이 되기도 한다.

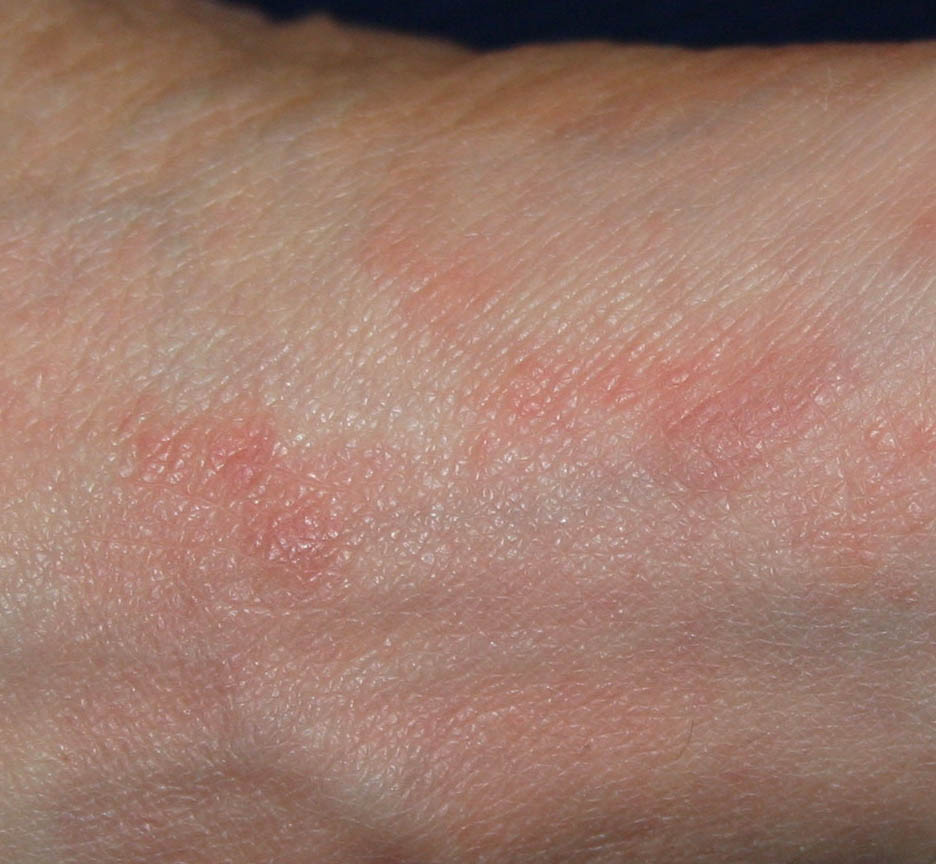
발에 발생한 옴
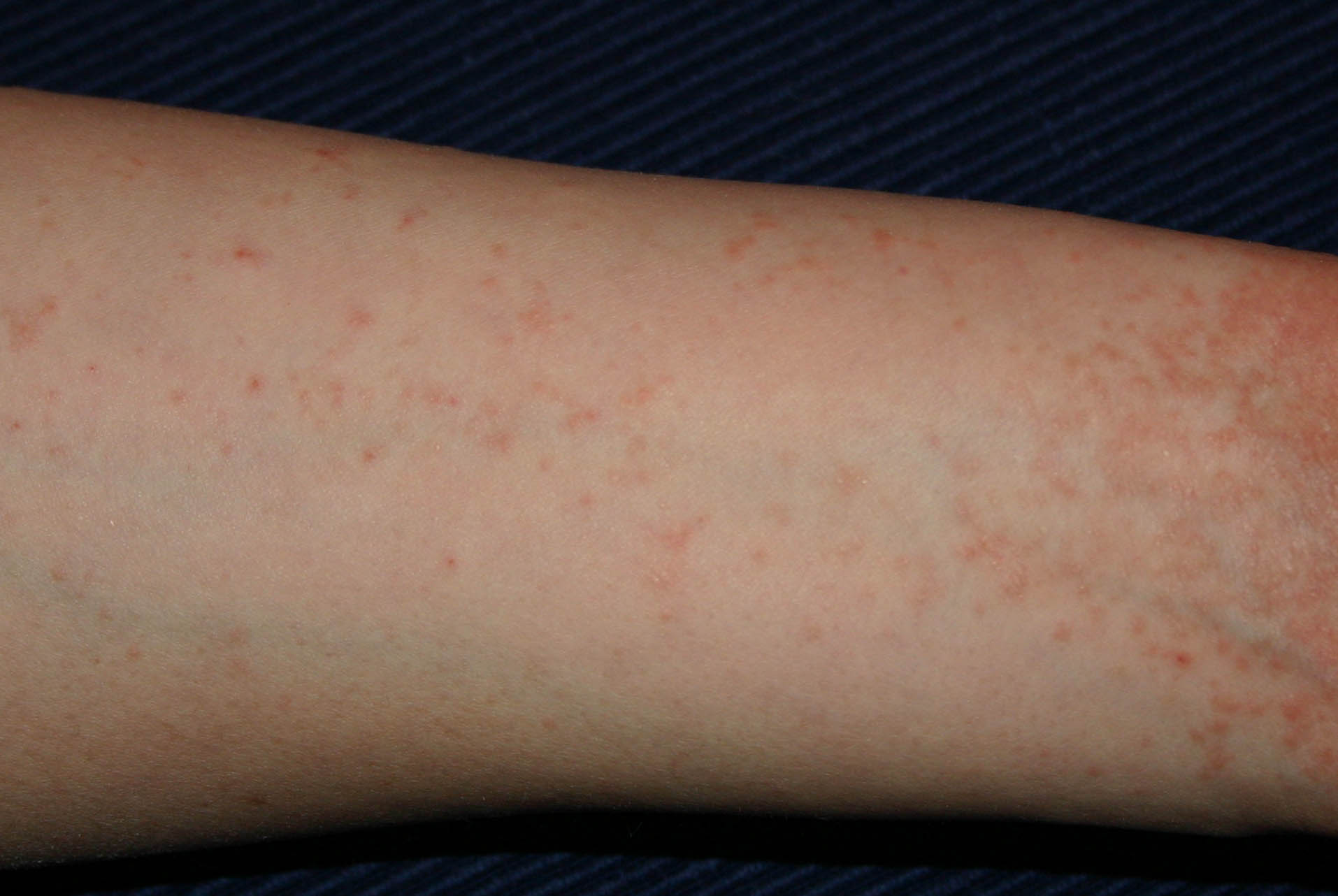
팔에 발생한 옴
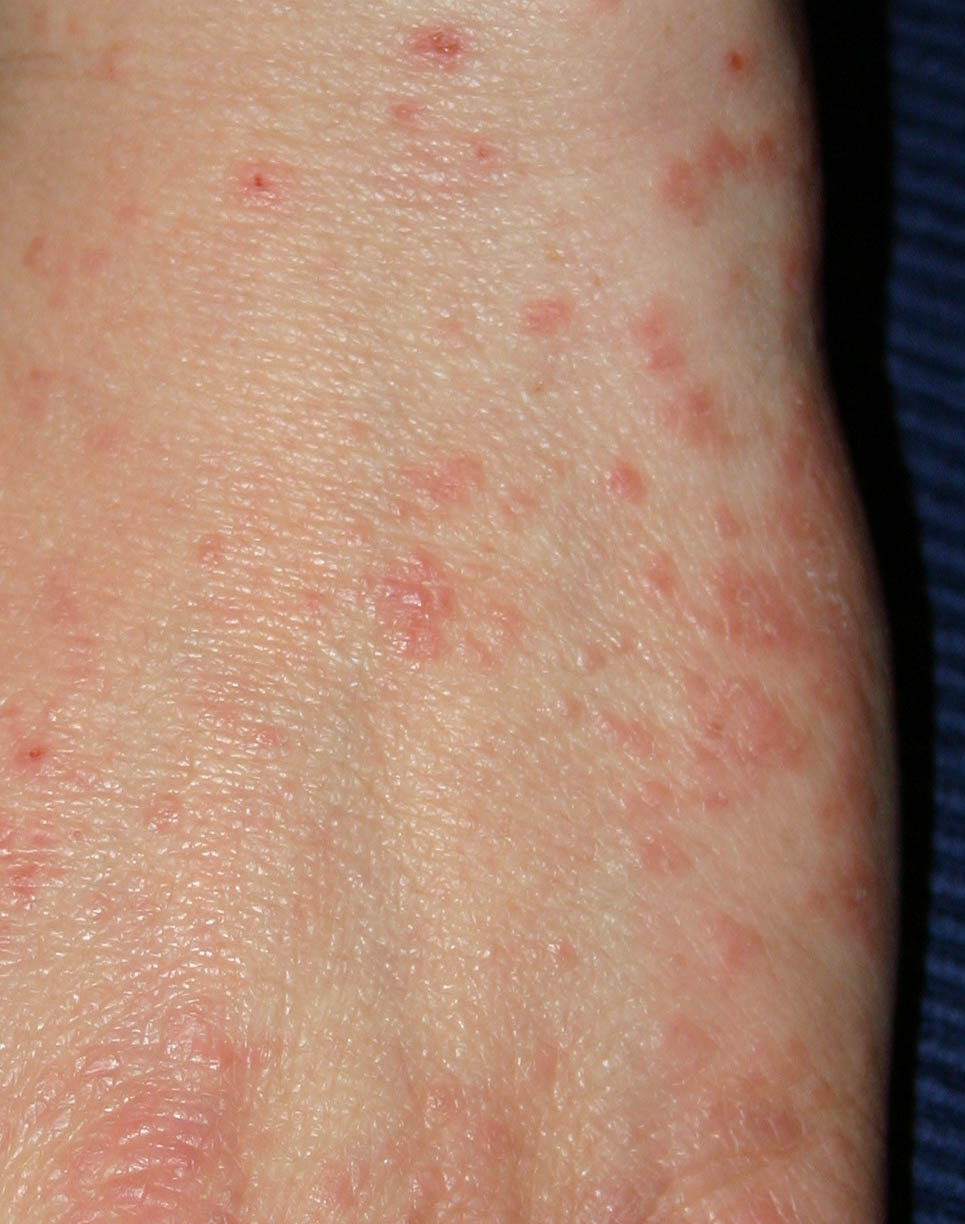
손에 발생한 옴
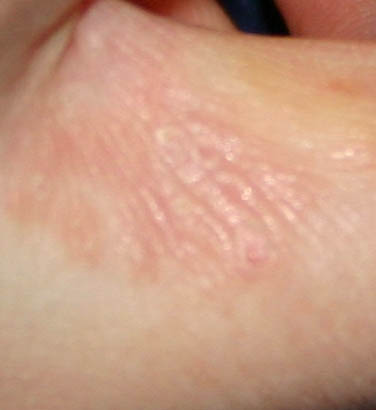
손가락에 에 발생한 옴

## 치료
옴은 옴진드기가 기생한 지 약 1개월이 지나야 증상을 느낄 수 있으므로 가족 또는 같이 사는 사람이 증상이 없다고 해서 치료를 받지 않으면 계속 재감염될 수 있으므로 동시에 치료받는 것이 매우 중요하다. 따라서 환자가 접촉한 사람들을 추적하여 치료해야 한다. 또한 이불, 요 등 침구류를 가끔 햇빛에 널어 말리거나 내의를 소독하는 것이 필요하다. 아래와 같은 원칙을 반드시 준수하여 치료를 해야 한다.
1. 환자는 물론 같이 사는 가족 모두를 증상에 관계없이 동시에 치료해야 한다.
2. 치료제는 자기 전에 샤워 또는 목욕 한 후 가려움이나 병변이 있든 없든 목에서 발끝까지 전신에 골고루 바른다. 자고 난 후에는 샤워나 물수건으로 치료제를 깨끗이 닦아낸다.
3. 치료제를 바르는 2일 동안은 내복, 침구를 같은 것으로 사용한 후 세탁하고, 세탁 후 3일 간은 사용하지 않는 것이 좋다. 이때 내복, 홑이불 등은 삶는 것이 좋고 이불 등도 일광 소독하는 것이 좋다.
4. 가려움이 심하므로 항히스타민제를 복용하는 것이 좋고, 피부 병변은 심한 경우 스테로이드제를 바르거나, 2차 감염이 있는 경우에는 항생제를 사용하는 것이 좋다.

흔히 사용되는 옴 치료제로는 gamma benzene hexachloride, crotamiton 등이 있다.

## 같이 보기
- 진드기
- 피부병